# Mantador
Mantador is een plaats (city) in de Amerikaanse staat North Dakota en valt bestuurlijk gezien onder Richland County.

## Demografie
Bij de volkstelling in 2000 werd het aantal inwoners vastgesteld op 71.
In 2006 is het aantal inwoners door het United States Census Bureau geschat op 67, een daling van 4 (-5,6%).

## Geografie
Volgens het United States Census Bureau beslaat de plaats een oppervlakte van
0,4 km², geheel bestaande uit land. Mantador ligt op ongeveer 305 m boven zeeniveau.

## Plaatsen in de nabije omgeving
De onderstaande figuur toont nabijgelegen plaatsen in een straal van 16 km rond Mantador.